# Ross Stores
Ross Stores – amerykańskie przedsiębiorstwo z siedzibą w Dublinie w stanie Kalifornia. Firma jest właścicielem sieci domów towarowych Ross Dress for Less oraz dd's DISCOUNTS, w których sprzedawana jest odzież, obuwie oraz artykuły dekoracji wnętrz w okazyjnych cenach, które sięgają nawet do 30% sugerowanej ceny produktu.
Według stanu na dzień 31 stycznia 2015, do sieci należą 1 362 sklepy, w tym 1 210 pod marką Ross Dress for Less oraz 152 dd's DISCOUNTS. Najwięcej sklepów znajduje się w stanach Kalifornia (335 sklepów), Teksas (197) oraz Floryda (166).
Firma posiada 3 centra dystrybucyjne w Kalifornii, 1 w Karolinie Południowej i 1 w Pensylwanii, a także 3 hale magazynowe w Karolinie Południowej, 2 w Pensylwanii i 2 w Kalifornii. Biura Ross Stores znajdują się w Dublinie, Los Angeles i w Nowym Jorku.